# Rivière Misca
Pour les articles homonymes, voir Misca.
La rivière Misca est un affluent de la rive nord-ouest de la rivière Témis, coulant dans la municipalité de Eeyou Istchee Baie-James, dans la région administrative du Nord-du-Québec, au Québec, au Canada.
Ce cours d'eau coule entièrement dans la réserve faunique des Lacs-Albanel-Mistassini-et-Waconichi.
La vallée de la rivière Misca est desservie indirectement par la route 167 (sens Nord-Sud) venant de Chibougamau qui passe à environ 19 km à l'ouest du plan d'eau de tête de la rivière Misca. Cette route parcourt la vallée de la rivière Takwa pour remonter vers le nord.

## Géographie
Les bassins versants voisins de la rivière Misca sont :
- côté nord : rivière Tichégami, lac Tichégami ;
- côté est : rivière Témiscamie, lac L'Épinay, lac Coudé ;
- côté sud : rivière Témiscamie, lac Béthoulat, lac Coursay, lac Témiscamie ;
- côté ouest : rivière Takwa, rivière Toco, lac Caouachigamau[2].

Le lac de tête de la rivière Misca (altitude : 566 m) est situé dans la Réserve faunique des Lacs-Albanel-Mistassini-et-Waconichi, à 33,1 km à l'ouest de la limite de la région administrative du Saguenay-Lac-Saint-Jean (MRC de Maria-Chapdelaine). Cette source est située au sud d'un ensemble de lacs à la limite de la ligne de partage des eaux, drainé par la rivière Tichégami (côté Nord-Ouest), rivière Toco (côté Sud), rivière Pépeshquasati (côté Ouest), la rivière Misca (côté Sud) et la rivière Témis (côté Est).
La source de la rivière Misca est situé à :
- 2,3 m au sud-ouest du cours de la rivière Camie ;
- 3,9 m à l'est d'une courbe de la rivière Témis ;
- 19,8 km au nord de l'embouchure de la rivière Misca (confluence avec la rivière Témis) ;
- 66,4 km au nord du lac Albanel (anse La Galissonnière) ;
- 107,6 km au nord-est de l'embouchure de la rivière Témis (confluence avec le lac Albanel) ;
- 132,8 km au nord-est de l'embouchure du lac Mistassini (tête de la rivière Rupert) ;
- 191 km au nord-est du centre du village de Mistissini (municipalité de village cri)[2].

À partir du lac de tête (lac non identifié), le courant de la rivière Misca coule sur environ 34 km généralement vers le sud plus ou moins en parallèle du côté Ouest au cours de la rivière Témis, entièrement en zone forestière, selon les segments suivants :
- 4,5 km vers le sud-ouest, jusqu'à la décharge (venant de l'ouest) de lacs non identifiés ;
- 9,8 km vers le sud-ouest, jusqu'à la décharge (venant du nord-est) de lacs non identifiés ;
- 9,0 km vers le sud-ouest, jusqu'à la décharge (venant du nord) d'un lac non identifiés ;
- 8,5 km vers le sud-ouest en formant une courbe vers l'ouest et en serpentant, jusqu'à l'embouchure de la rivière[2].

L'embouchure de la rivière Misca (confluence avec la rivière Témis) est située à :
- 0,5 km au nord de l'embouchure de la rivière Témis (confluence avec la rivière Témiscamie) ;
- 6,5 km au nord du lac Béthoulat ;
- 46,6 km au nord du lac Albanel ;
- 88,1 km au nord-est de l'embouchure de la rivière Témiscamie (confluence avec le lac Albanel) ;
- 115,5 km au nord-est de l'embouchure du lac Mistassini (entrée de la baie Radisson et début de la rivière Rupert) ;
- 172 km au nord-est du centre du village de Mistissini (municipalité de village cri) ;
- 239 km au nord-est du centre-ville de Chibougamau ;
- 456 km au nord-est de la confluence de la rivière Rupert et de la baie de Rupert[2].

La rivière Misca se déverse dans un coude de rivière sur la rive nord  de la rivière Témis. De là, le courant coule vers le sud sur 1,0 km en suivant le cours de la rivière Témis jusqu'à son embouchure. De là, le courant suit le cours de la rivière Témis qui coule sur 118,2 km jusqu'au fond d'une baie de la rive nord-est du lac Mistassini ; cette baie est bordée au sud-est par la péninsule du Dauphin et au nord-ouest par la péninsule Ouachumiscau. À partir de l'embouchure de la rivière Misca, le courant traverse le lac Mistassini sur 78,1 km vers le sud-ouest, notamment en contournant la péninsule Ouachimiscau et en traversant la chaine d'îles enlignée vers le sud-ouest dans le sens du lac. Puis le courant emprunte le cours de la rivière Rupert laquelle fait d'abord une boucle vers le nord, puis coule généralement vers l'ouest jusqu'à la baie de Rupert.

## Toponymie
Le toponyme « rivière Misca » a été officialisé le 5 décembre 1968 à la Banque des noms de lieux de la Commission de toponymie du Québec, soit à la création de cette commission.